# Myresjö
Myresjö is een plaats in de gemeente Vetlanda in het landschap Småland en de provincie Jönköpings län in Zweden. De plaats heeft 644 inwoners (2005) en een oppervlakte van 91 hectare.

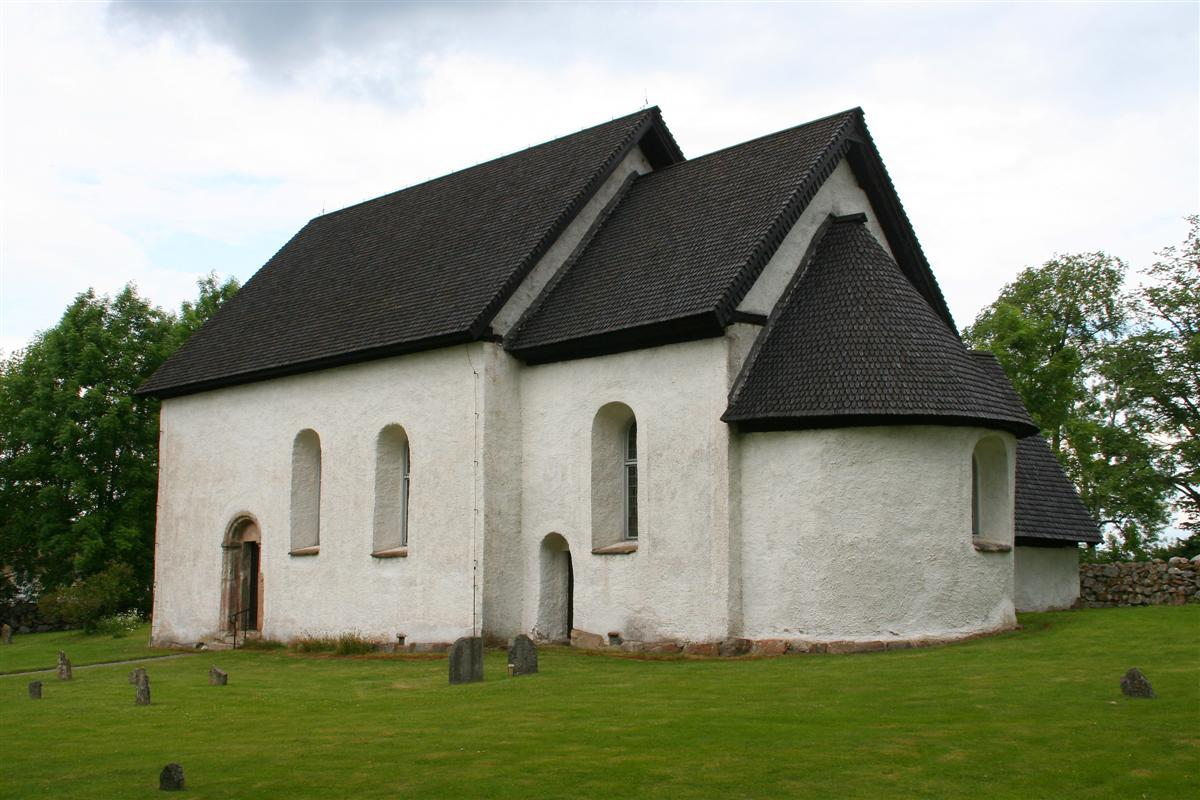
De oude kerk in Myresjö (Gamla Kyrkan)